# Wladislaw Borissowitsch Galkin
Wladislaw Borissowitsch Galkin (russisch Владислав Борисович Галкин; * 25. Dezember 1971 in Leningrad; † 27. Februar 2010 in Moskau) war ein russischer Schauspieler.
Galkin kam als Sohn des Schauspielers Boris Galkin (* 1947) und der Elena Demidova in Leningrad zur Welt. Er gab 1981 im Alter von neun Jahren sein Filmdebüt in der TV-Verfilmung Die Abenteuer von Tom Sawyer und Huckleberry Finn, bei der Stanislaw Sergejewitsch Goworuchin Regie führte. Im Jahr 1991 heiratete Galkin Svetlana Fomichev. Er war seit 1998 in zweiter Ehe mit der russischen Schauspielerin Darja Michailowa verheiratet, hatte keine eigenen Kinder. Darja hatte eine Tochter aus erster Ehe.
Am 27. Februar 2010 wurde Galkin tot in seiner Wohnung aufgefunden. Aljaksandr Lukaschenka würdigte Galkin in einem Kondolenzschreiben „als einen ausgesprochen begabten Menschen“.

## Filmographie (Auswahl)
- 1981: Die Abenteuer von Tom Sawyer und Huckleberry Finn  (Приключения Тома Сойера и Гекльберри Финна, Prikljutschenija Toma Sojera i Geklberri Finna)
- 1983: Neznayka s nashego dvora
- 1983: Dieser Schlingel Sidorow (Etot negodyay Sidorov)
- 1984: Gruz bez markirovki
- 1990: Smert v kino
- 1997: Die Prinzessin auf der Bohne (Printsessa na bobakh)
- 1999: Der Woroschilow-Schütze
- 2001: V avguste 44-go
- 2004: 72 metra
- 2006: Dikari
- 2008: Neidealnaya zhenshchina